# Le Bouchet-Mont-Charvin
Le Bouchet és un municipi francès situat al departament de l'Alta Savoia i a la regió d'Alvèrnia-Roine-Alps. L'any 2007 tenia 242 habitants.

## Demografia

### Població
El 2007 la població de fet de Le Bouchet era de 242 persones. Hi havia 81 famílies de les quals 20 eren unipersonals (12 homes vivint sols i 8 dones vivint soles), 12 parelles sense fills, 41 parelles amb fills i 8 famílies monoparentals amb fills.
La població ha evolucionat segons el següent gràfic:
Habitants censats

### Habitatges
El 2007 hi havia 202 habitatges, 91 eren l'habitatge principal de la família, 98 eren segones residències i 13 estaven desocupats. 172 eren cases i 29 eren apartaments. Dels 91 habitatges principals, 56 estaven ocupats pels seus propietaris, 31 estaven llogats i ocupats pels llogaters i 4 estaven cedits a títol gratuït; 13 tenien dues cambres, 23 en tenien tres, 28 en tenien quatre i 27 en tenien cinc o més. 70 habitatges disposaven pel capbaix d'una plaça de pàrquing. A 40 habitatges hi havia un automòbil i a 47 n'hi havia dos o més.

### Piràmide de població
La piràmide de població per edats i sexe el 2009 era:
| Homes | Edats   | Dones |
| ----- | ------- | ----- |
| 0     | 95 o +  | 0     |
| 0     | 90 a 94 | 4     |
| 0     | 85 a 89 | 0     |
| 0     | 80 a 84 | 0     |
| 4     | 75 a 79 | 0     |
| 0     | 70 a 74 | 4     |
| 8     | 65 a 69 | 12    |
| 0     | 60 a 64 | 0     |
| 4     | 55 a 59 | 0     |
| 12    | 50 a 54 | 8     |
| 12    | 45 a 49 | 0     |
| 12    | 40 a 44 | 4     |
| 4     | 35 a 39 | 20    |
| 4     | 30 a 34 | 4     |
| 4     | 25 a 29 | 12    |
| 16    | 20 a 24 | 4     |
| 0     | 15 a 19 | 12    |
| 8     | 10 a 14 | 4     |
| 4     | 5 a 9   | 4     |
| 12    | 0 a 4   | 8     |

## Economia
El 2007 la població en edat de treballar era de 147 persones, 114 eren actives i 33 eren inactives. De les 114 persones actives 102 estaven ocupades (58 homes i 44 dones) i 12 estaven aturades (5 homes i 7 dones). De les 33 persones inactives 10 estaven jubilades, 4 estaven estudiant i 19 estaven classificades com a «altres inactius».

### Ingressos
El 2009 a Le Bouchet hi havia 92 unitats fiscals que integraven 240,5 persones, la mediana anual d'ingressos fiscals per persona era de 15.311 €.

### Activitats econòmiques
Dels 10 establiments que hi havia el 2007, 1 era d'una empresa de fabricació d'altres productes industrials, 3 d'empreses de construcció, 3 d'empreses d'hostatgeria i restauració, 1 d'una empresa immobiliària i 2 d'entitats de l'administració pública.
Dels 2 establiments de servei als particulars que hi havia el 2009, 1 era un paleta i 1 lampisteria.
L'any 2000 a Le Bouchet hi havia 17 explotacions agrícoles que ocupaven un total de 333 hectàrees.

## Equipaments sanitaris i escolars
El 2009 hi havia una escola elemental integrada dins d'un grup escolar amb les comunes properes formant una escola dispersa.

## Poblacions més properes
El següent diagrama mostra les poblacions més properes.